# Adolphe d'Archiac
Etienne Jules Adolphe Desmier de Saint-Simon, Vicomte d'Archiac (24. september 1802 i Rheims – 24. december 1868 i Paris) var en fransk geolog.
Archiac var i mange år vicepræsident ved det franske geologiske selskab og professor i palæontologi ved Musée d'histoire naturelle i Paris.
Af hans Aarbejder kan fremhæves: Histoire des progrès de la géologie de 1834 à 1850 (Paris 1847-50, 8 bind); Cours de paléontologie stratigraphique (1864) og Paléontologie de la France (1868).